# Гроссувна, Хелена
Хелена Гроссувна (пол. Helena Grossówna) — польская актриса театра и кино, танцовщица.

## Биография
Хелена Гроссувна родилась 25 ноября 1904 года в Торуне. Дебютировала в театре в 1926. Актриса театров в Торуне, Быдгоще, Познани, Кракове, Варшаве. Умерла 1 июля 1994 года в Варшаве.

## Избранная фильмография
- 1935 — Люби только меня / Kochaj tylko mnie
- 1936 — Додек на фронте / Dodek na froncie
- 1936 — Страшный двор / Straszny dwór
- 1936 — Маленький моряк / Mały marynarz
- 1936 — Тайна мисс Бринкс / Tajemnica panny Brinx
- 1936 — Два дня в раю / Dwa dni w raju
- 1937 — Этажом выше / Piętro wyżej
- 1937 — Женщина и дипломатия, или Варшавский скандал / Dyplomatyczna żona
- 1937 — Парад Варшавы / Parada Warszawy
- 1938 — Роберт и Бертран / Robert i Bertrand
- 1938 — Королева предместья / Królowa przedmieścia
- 1938 — Счастливое тринадцатое / Szczęśliwa trzynastka
- 1938 — Павел и Гавел / Paweł i Gaweł
- 1938 — Флориан / Florian
- 1938 — Забытая мелодия / Zapomniana melodia
- 1939 — Бродяги / Włóczęgi
- 1939 — Завещание профессора Вильчура / Testament profesora Wilczura
- 1960 — Цветные чулочки / Kolorowe pończochy
- 1962 — О тех, кто украл Луну / O dwóch takich, co ukradli księżyc
- 1962 — Мой старина / Mój stary
- 1963 — Девушка из банка (Преступник и девушка) / Zbrodniarz i panna
- 1965 — Нелюбимая / Niekochana
- 1967 — Это твой новый сын / To jest twój nowy syn